# Новопокровка (Приазовский район)
Новопокро́вка (укр. Новопокровка) — село,
Добровский сельский совет,
Приазовский район,
Запорожская область,
Украина. В 2022 году, во время вторжения России на Украину, село было захвачено. На данный момент находится под оккупацией ВС РФ.
Код КОАТУУ — 2324583603. Население по переписи 2001 года составляло 150 человек.

## Географическое положение
Село Новопокровка находится у истоков берегу реки Акчокрак,
ниже по течению на расстоянии в 2 км расположено село Добровка.
Река в этом месте пересыхает.

## История
- 1922 год — дата основания.